# Бруклин (Илиноис)
Бруклин (енгл. Brooklyn) град је у америчкој савезној држави Илиноис.

## Демографија
По попису из 2010. године број становника је 749, што је 73 (10,8%) становника више него 2000. године.
| Група             | 2000.       | 2010.       |
| Белци             | 4 (0,6%)    | 17 (2,3%)   |
| Афроамериканци    | 667 (98,7%) | 712 (95,1%) |
| Азијати           | 0 (0,0%)    | 0 (0,0%)    |
| Хиспаноамериканци | 3 (0,4%)    | 12 (1,6%)   |
| Укупно            | 676         | 749         |